# Lasse Lindroth
Oliwer Erik Lasse Lindroth, ursprungligen Cambiz Fachericia, född 9 november 1972 i Teheran i Iran, död 11 juli 1999 i Kungsholms församling i Stockholm, var en svensk författare, skådespelare och ståuppkomiker. Han omkom i en bilolycka norr om Uddevalla, mellan Tanumshede och Munkedal.

## Biografi
Lasse Lindroth föddes i Teheran i Iran och adopterades av svenska föräldrar i Täby vid sex månaders ålder. Lindroths popularitet grundlades åren 1994–1995, då han blev en centralfigur i komikerklubben SUCK tillsammans med Lennie Norman, Adde Malmberg, Babben Larsson, Anna-Lena Brundin med flera. I början av 1990-talet bildade han en teatergrupp i Täby som han även blev konstnärlig ledare för. Efter ett antal uppmärksammade uppsättningar, bland annat på Café 90, fokuserade han mer på författarskapet och att bli komiker på heltid.
År 1995 utkom hans första bok Där inga änglar bor. Den följdes av ytterligare tre, den sista postumt. Samma år skapade han "Ali Hussein", ett alter ego han använde som ståuppkomiker. Med utländsk bakgrund och personliga erfarenheter kunde han i denna roll gyckla vardagsrasism och främlingsrädsla. Trots att han hotades av rasistiska grupper fortsatte han sitt arbete. 1995 gjorde han även debut som skådespelare i rollen som syster Nader Massoud, "Nader", i TV-serien Sjukan i SVT tillsammans med bland andra Ulf Brunnberg och Björn Gustafson. Lindroth medverkade i ett par avsnitt av humorprogrammet Snacka om nyheter 1996 och i fyra Beck-filmer.

### Död
Lindroth omkom i en bilolycka i juli 1999 på väg hem till Göteborg. Hans bil krockade med en buss i en kurva vid Alnässjön mellan Rabbalshede och Hällevadsholm på dåvarande E6:an norr om Uddevalla. Lindroth är begravd på S:t Jörgens kyrkogård i Varberg. Tre veckor före sin död hade han gift sig med Emma Lindroth Steinwall. Deras dotter, Olivia Lindroth Steinwall, föddes ett halvår senare. År 2020 sände SVT Karolin Axelssons dokumentär om Lasse Lindroth, Allt för ett skratt.

## Filmografi
- 1995–1997 – Sjukan (TV-serie)
- 1996 – Tratten och Finkel (TV-serie)
- 1997 – Beck – Pensionat Pärlan (TV-film)
- 1997 – Beck – Spår i mörker
- 1997 – Sanning eller konsekvens
- 1998 – Beck – Öga för öga (TV-film)
- 1998 – Beck – The Money Man (TV-film)